# 箔押し
箔押し（はくおし）は、伝統的な表面加工・光沢加工の一種。
現代では大量生産を行う工業製品に施す箔押しにはホットスタンピングと呼ばれる技術が用いられ、箔押しとほぼ同義に用いられることもある。

## 加工
伝統的には、金属自体を薄くのばした金属箔と顔料を薄くのばした泥箔を使い、洋書の装幀、帽子、桐、皮革製品、一般印刷ではできない立体製品に行われてきた。
印刷技術としての箔押しは、接着剤を蒸着させた金属箔を金属製の版を用いて高温・高圧で熱転写する加工をいう。箔押しの版は凸版で活版印刷の要領で熱転写を行う。
接着剤の種類を変える事により、紙、皮、プラスチックなど、色々な素材に対応できる。箔押しの加工には他の印刷法では再現できない金属鏡面光沢がある。特に金、銀の光沢は、豪華で存在感がある。また、版の形状を工夫することにより凹凸のある印刷が可能で、存在感のある仕上がりになる。箔押しの用途は、製本、皮革製品ビニール、文具など、多くの分野に活用されている。
なお、特殊箔押しに、ホログラム箔押し、転写箔押し、ラバー版押し、盛り上げエンボス加工、ウエルダー併用箔押しなどがある。

## 歴史

### 日本の箔押し
日本の箔押しの技術は漆器や蒔絵へ金箔を貼る「金貼り」と呼ばれる技術を起源としている。中世には既に漆器や上製本に本物の金箔を用いた箔押しが行われていた。

### 西洋のギルディング
ヨーロッパでは13世紀中頃から彩飾写本が多く制作されたが、彩飾画家は絵の具に金粉を混ぜたり金箔を貼りつけて彩色を加えていた（ギルディング）。金箔を貼りつけるための下地には、水銀、白粉、木の幹、砂糖、にかわ、卵などの混合物が用いられた。

### ホットスタンピング
プラスチック（工業製品、家電製品、化粧品容器）などへの箔押しは広くホットスタンプと呼ばれ、伝統的な箔押しとは区別されている。ホットスタンプはホットスタンプ箔を材料として、熱プレスマシンやローラー式の転写機を利用して加工される。一般にプラスチック射出成型品への加飾技法の一つとして、1970年代から広く使用されてきた。

## 関連する加工法

### デボス加工（空押し）
箔押し機を用いて箔を使わずに加圧すると表面が凹状になり、これをデボス加工（空押し）という。

### エンボス加工（浮き出し）
箔押し機を用いて凹凸の版で挟み込むと表面が凸状になり、これをエンボス加工（浮き出し）という。なお、一般には浮き出しの加工も空押しと称されることがある（凹凸を明確にするため専門的には区別されている）。表面が凸になる反面、裏面は凹むのも特徴である。

### 筋入れ
直線や経線を入れた金属版をセットして空押しする加工を筋入れという。